# Trincadeira

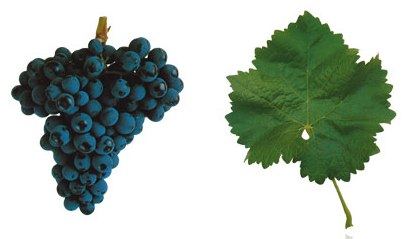
Trincadeira druivenras

De Trincadeira is een blauwe druivensoort, die bijna overal in Portugal wordt verbouwd, zij het regelmatig onder een van de vele synoniemen.

## Geschiedenis
Er bestaat geen zekerheid of deze druif is ontstaan in Oeste ten noorden van Lissabon of in de Alentejo ten oosten van Oeste. Uiteindelijk zal DNA-onderzoek verder uitsluitsel moeten geven. De druif is overigens niet verwant met het veel lichtere ras Trincadeira das Pratas.

## Kenmerken
Voorzichtig terugsnoeien is geboden om een goede balans te krijgen tussen productie en groei en dat is bij deze druif bepaald niet eenvoudig. Wanneer het goed gebeurt, worden wijnen van hoge kwaliteit gemaakt, vol met aroma's van rijp, donker fruit met ronde tannines en met een volle afdronk. Wijn uit de beste jaren kan wel 20 jaar bewaard worden. Ook wordt dit ras gebruikt in blends met de Aragonez in de omgeving van de rivier de Tejo of met de Touriga Nacional in de regio van de rivier de Douro en Dão.

## Gebieden
Hoewel dit ras verspreid over heel Portugal op een totale oppervlakte van ruim 14.000 hectare wordt verbouwd en in veel DOC's voorkomt, domineert het in de regio's Alentejo, Douro en Tejo (speciaal in Bairro en Chamusca).

## Synoniemen[1]
- Black Alicante
- Black Portugal
- Castelao de Cova da Beira
- Castico
- Crato Preto
- Crato Tinto
- Espadeiro
- Espadeiro de Setubal
- Espadeiro do Sul
- Espadeiro Tinto

- Folha de Adobora
- Malvasia
- Malvasia Rey
- Moreto Mortagua
- Mortagua
- Mortagua Preto
- Mourisco Branco
- Mourisco Vero
- Mourteira

- Mourteiro
- Murteira
- Negrada
- Padeiro Bravo
- Portugal
- Preto Martinho
- Preto Rifete
- Rabo de Ovelha Tinto
- Rifete

- Rosete Espalhado
- Rosete Espanhol
- Tinta Amarela
- Tinta Amarella
- Tinta Amerelha
- Tinta Carvallera
- Tinta Manuola
- Torneiro
- Trincadeira Preta